# Sphaerium forbesi
Sphaerium forbesi е вид мида от семейство Sphaeriidae. Видът не е застрашен от изчезване.

## Разпространение и местообитание
Разпространен е в Аржентина, Боливия, Колумбия, Перу и Чили.
Обитава сладководни басейни, морета, лагуни и реки.